# Vladimír Kořen

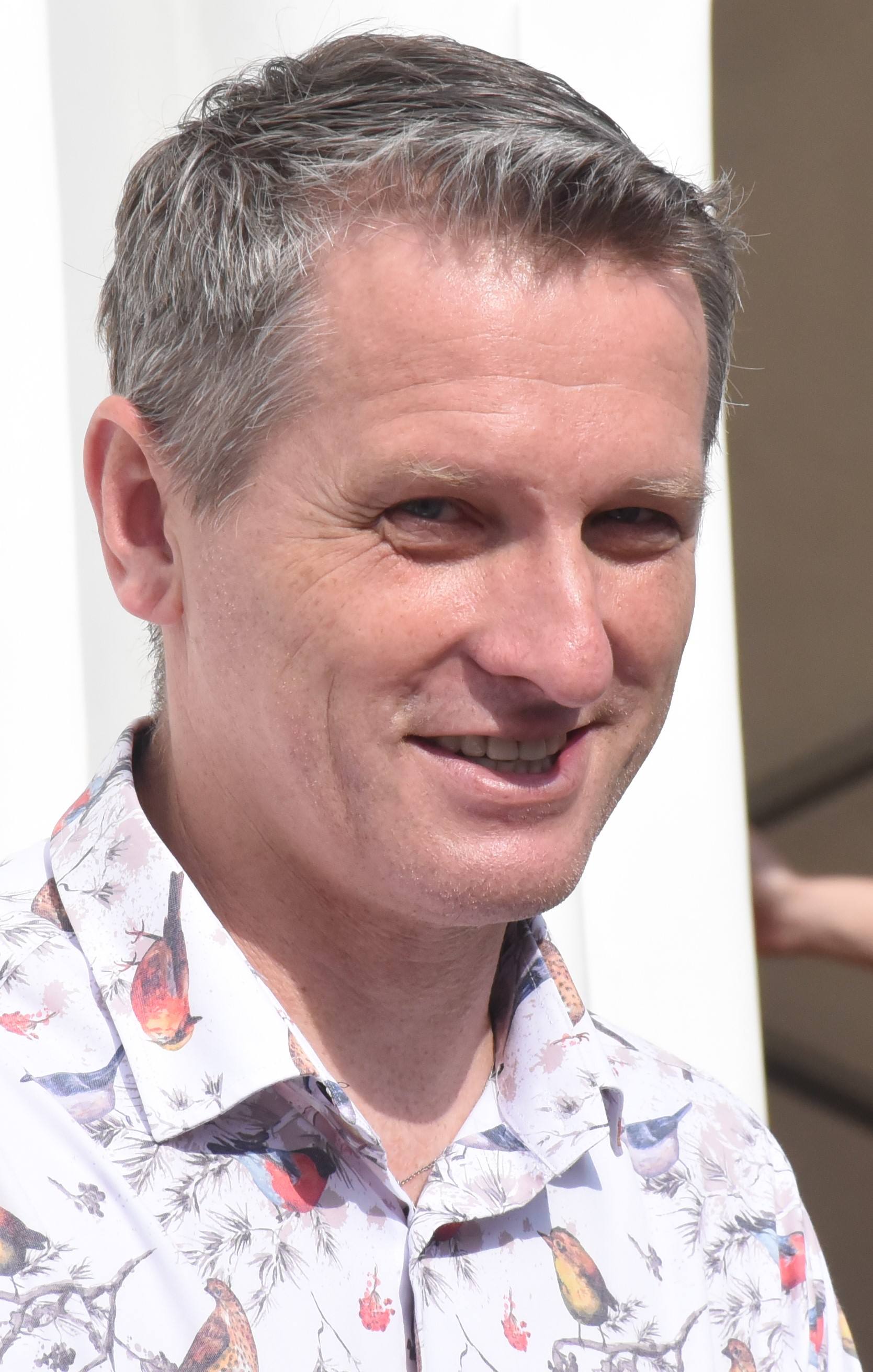
Vladimír Kořen (2024)

Vladimír Kořen (* 30. prosince 1973 Teplice) je český televizní publicista, učitel, moderátor a místní politik. V České televizi se stal popularizátorem vědy a životního prostředí, za což obdržel cenu Česká hlava. V letech 2010 až 2022 byl zastupitelem a v letech 2010 až 2020 byl rovněž starostou města Říčany v okrese Praha-východ.

## Život
V roce 1992 maturoval na Gymnáziu Teplice. Roku 1998 vystudoval žurnalistiku se zaměřením na politologii na Fakultě sociálních věd Univerzity Karlovy. Je členem správní rady Nadace Partnerství, přičemž aktivně podporuje akce jako Strom roku, Evropský strom roku, výsadbu Stromů svobody či akci na 10 milionů stromů pro Českou republiku. Zapojuje se do podpory festivalu Ekofilm nebo působí jako předseda poroty Ceny Josefa Vavrouška.
Od ledna 2021 pracuje jako učitel na ZŠ u Říčanského lesa v Říčanech. Na druhém stupni vyučuje dějepis, občanskou výchovu, zeměpis, přírodovědu, fyziku a výpočetní techniku.
V roce 2025 neúspěšně kandidoval na funkci generálního ředitele České televize.

## Politické působení
V říjnových komunálních volbách 2010 byl jako lídr kandidátky sdružení Klidné město zvolen do zastupitelstva Říčan a 10. listopadu téhož roku se stal starostou. V komunálních volbách v letech 2014 a 2018 mandát starosty obhájil, když uskupení Klidné město získalo 56 %, resp. 52 % hlasů.
V listopadu 2020 oznámil, že rezignuje na post starosty. Uvedl, že důvodem je „vlastní morálka a čestný přístup“ ohledně prodeje městských bytů na Komenského náměstí v Říčanech. Dostal se totiž do okamžiku, kdy byl jako starosta povinen podepsat smlouvy o prodej městských bytů za 100 korun. Ve skutečnosti šlo ale o byty v hodnotě přibližně 3 milionů korun. Závazek takto levného prodeje městských bytů vznikl kolem roku 2000, Kořen jej tedy nemohl ovlivnit. Město Říčany tyto byty tehdy stavělo za pomocí státních dotací. V roce 2020 se pokusily Říčany tyto zvláštní smlouvy zneplatnit u soudu, to ale neprošlo. Ve funkci skončil dne 16. prosince 2020, jeho nástupcem byl zvolen David Michalička.
V následujících komunálních volbách v roce 2022 již do zastupitelstva Říčan nekandidoval.

## Rodina
S manželkou Martinou, která je učitelka a mistryně v šachu, se znali od dětství, ale seznámili se až na vysoké škole. Spolu mají čtyři děti, Magdalénu (* 2001), Karolínu (* 2004), Václava (* 2008) a Vladimíra (* 2021).

## Filmografie
- 2005–2006: České hlavy, moderátor[17]
- 2007–2008: Živé srdce Evropy, scenárista, moderátor, 288 dílů[18][19]
- 2009: Tajemství vody, moderátor[20]
- od 2009: Zázraky přírody, moderátor s Marošem Kramárem[21]
- 2020: Linka 1212, moderátor s Monikou Valentovou
- od 2020: Kapka vody, moderátor[22]
- 2022: Prezidentské studio, rozhovory před volbami v roce 2023, moderátor s Evou Mikuleckou[23]

## Kniha
- Řeka zázraků. [s.l.]: Kazda, 2024. 272 s. ISBN 978-80-7670-172-4.[24]

## Ocenění
- 2006 – Cena ve vědecké soutěži Česká hlava za stejnojmenný televizní pořad.
- 2007 – Za zásluhy o popularizaci vědy[25] udělena čestná medaile Vojtěcha Náprstka Akademie věd České republiky.
- 2014 – 100 nejvýraznějších inovátorů střední a východní Evropy.[26]